# Jilin (miasto)
Jilin (chiń. 吉林; pinyin Jílín) – miasto o statusie prefektury miejskiej w północno-wschodnich Chinach, w prowincji Jilin, port nad rzeką Sungari. W 2010 roku liczba mieszkańców miasta wynosiła 2 228 535. Prefektura miejska w 1999 roku liczyła 4 669 229 mieszkańców. Ośrodek hutnictwa aluminium oraz przemysłu drzewno-papierniczego, chemicznego, ceramicznego i spożywczego.
W mieście można odwiedzić świątynię konfucjańską (Wen Miao) i kościół katolicki.

## Podział administracyjny
Prefektura Jilin podzielona jest na:
- 4 dzielnice: Chuanying, Longtan, Changyi, Fengman,
- 4 miasta: Panshi, Jiaohe, Huadian, Shulan,
- powiat: Yongji.

## Sport
- Tsen Tou Jilin – klub hokeja na lodzie

## Współpraca
- Nachodka, Rosja
- Spokane, Stany Zjednoczone
- Czerkasy, Ukraina
- Östersund, Szwecja
- Wołgograd, Rosja
- Yamagata, Japonia